# ژانگ شین‌یی
ژانگ شین‌یی (انگلیسی: Zhang Xinyi؛ زادهٔ ۲۹ مهٔ ۱۹۸۱) بازیگر اهل چین است که نامش سه مرتبه در فهرست ۱۰۰ سلبریتی چینی فوربز بوده است.
از فیلم‌ها یا مجموعه‌های تلویزیونی که وی در آن‌ها نقش داشته است، می‌توان به چنگیزخان اشاره نمود.